# Esteve II d'Auxonne
Esteve II d'Auxonne —a vegades apareix com III al considerar com a I al pare de Guillem IV de Mâcon i fundador de la línia— (1172 - 6 de març del 1241), fill d'Esteve I († 1173) i de Judit de Lorena, net del comte Guillem IV de Mâcon, i de Viena. Esteve II comte vassall de la branca sènior palatina, va prendre, a la mort del seu pare i després d'un període de tutela del seu oncle Girard, comte de Vienne i de Mâcon, la direcció de la branca júnior de Borgonya-Comtat amb el títol de comte de Borgonya i d'Auxonne. Esteve II apareix per primera vegada en els texts, amb la seva esposa Beatriu de Chalon en una donació feta a Auxonne el 1188. Pierre-françois Chifflet. va traçar el seu retrat: 
| « | El comte Esteve era, per excel·lència, un gran batallador, que detestava i suportava impacientment el jou dels comtes borgonyons de la branca sènior. Els retrats que hem conservat d'ell, gràcies a l'empremta del seu segell no desmenteixen aquesta vida guerrera: Esteve, el cas al cap, l'escut al braç, es manté tot dret sobre el seu cavall de guerra; el braç, intrèpidament aixecat, blanda una espasa ampla i encorbada, verdadera simitarra. Tot en el seu aspecte denota el valor, l'ardidesa i l'energia | » |

.
Va prendre Beatriu de Chalon per a esposa, que li va donar un fill, Joan, però va continuar les seves antigues relacions amb Blanca de Cicon de la qual va tenir un fill, Esteve d'Oiselay. A la mort del seu sogre, va demanar i va obtenir la repudiació de Beatriu i va viure llavors públicament amb Blanca de Cicon. Després, per interès, es va casar el 1214 amb Agnès de Dreux.

## La branca jove del comtat sota el jou dels comtes palatins
Esteve II, comte d'Auxonne, procedent de la sang dels comtes de Borgonya d'un branca jove de la casa de Mâcon, desposseïda per la descendència de Frederic Barba-roja i de Beatriu de Borgonya-Comtat, havia concebut l'esperança de recuperar la corona de comte sobirà de la qual els seus avantpassats havien disposat.
En el comtat de Bourgogne, la mort de l'emperador Frédéric Barba-roja (mort el 1190), verdader sobirà del comtat, havia donat un cop seriòs al poder dels palatins: l'emperador i el comte de Borgonya deixaven de ser un mateix personatge. Otó I, que recollia l'heretatge de la seva mare Beatriu, no exercia més que una influència secundària. La feblesa de la qual feia prova, fins i tot si va intentar reduir els seus vassalls a l'obediència, fomentava les pretensions de la branca júnior a reemplaçar la branca sènior. Els trastorns sobrevinguts a Alemanya després de la mort de l'emperador Enric VI (mort el 28 de setembre de 1197), privant al comte palatí de suports vinguts d'Alemanya, va donar l'ocasió a Esteve II de fer valdre les seves pretensions.

## L'homenatge del feu d'Auxonne a Eudes III
Esteve II tenia fortament controlades les vores del Saona. Pels seus castells d'Oiselay, de Scey-sur-Saône-et-Saint-Albin, de Traves, de Frotey que li venien d'una àvia. Fort dels suports dels grans barons comtesos (comtois, així s'anomenava a les persones del comtat de Borgonya), Esquerrà de Salines, Ricard de Montfaucon, comte de Montbéliard, va iniciar la lluita contra Otó I i va entrar en guerra contra ell. Va buscar l'aliança del duc de Borgonya Eudes III. És així com havent rebut l'aprovació del prior de Saint-Vivant de Vergy del qual tenia la ciutat en feu, Esteve va prendre el 1197, el títol de comte d'Auxonne, es va declarar vassall del duc de Borgonya i va infeudar Auxonne, fent passar la ciutat i el seu castell a la zona d'influència del ducat de Borgonya. La més afavorida en aquest assumpte era la duquessa que prenia posició per al futur i preparava la reunió definitiva que desitjava, del comtat d'Auxonne. - aquest antic comtat de l'Amous, un dels quatre pagi. constitutius de Borgonya Ultra Saone - al seu ducat.

## Les lluites entre Esteve II i Otó de Merània
Esteve sota la vigilància de l'emperador Felip de Suàbia s'havia reconciliat provisionalment amb la branca palatina.
El 14 de gener de 1201 Otó I moria. Deixava una noia menor Beatriu, sota la tutela de la seva vídua. El 21 de juny de 1208 Béatrice es casava amb el duc de Merània que esdevingué Otó II de Borgonya. El vespre mateix. l'emperador Felip queia sota el punyal d'un assassí, víctima d'una venjança. Esteve es trobava al costat de Felip de Suàbia a Basilea i a Estrasburg el juny de 1207; havia alimentat el propòsit de segellar la reconciliació de la branca palatina amb la branca jove pel projecte matrimonial de casar el seu fill Joan amb Beatriu. Tenia una afrenta a rentar; menyspreant el fill, els tutors de Beatriu havien donat la seva mà al duc de Merània.
Esteve, tranquil·litzat del costat de l'Imperi, per la proclamació d'Otó IV del qual seguia el partit, va prendre el títol comtal i no va vacil·lar a recórrer als més grans extrems per reconquerir el que deia el seu patrimoni legítim. Esteve va aplanar al seu senyor i sobirà feudal. Una lluita feroç es va produir. Finalment, sota mediació del duc Eudes III, es va signar un tractat el 18 d'octubre del 1211 a Dijon, avantatjós per Esteve. Als termes d'aquesta pau, entre altres clàusules favorables, Otó de Merània reconeixia a Esteve II el dret de portar el títol de comte vassall de Borgonya, del qual havia estat desposseït des d'Otó I.

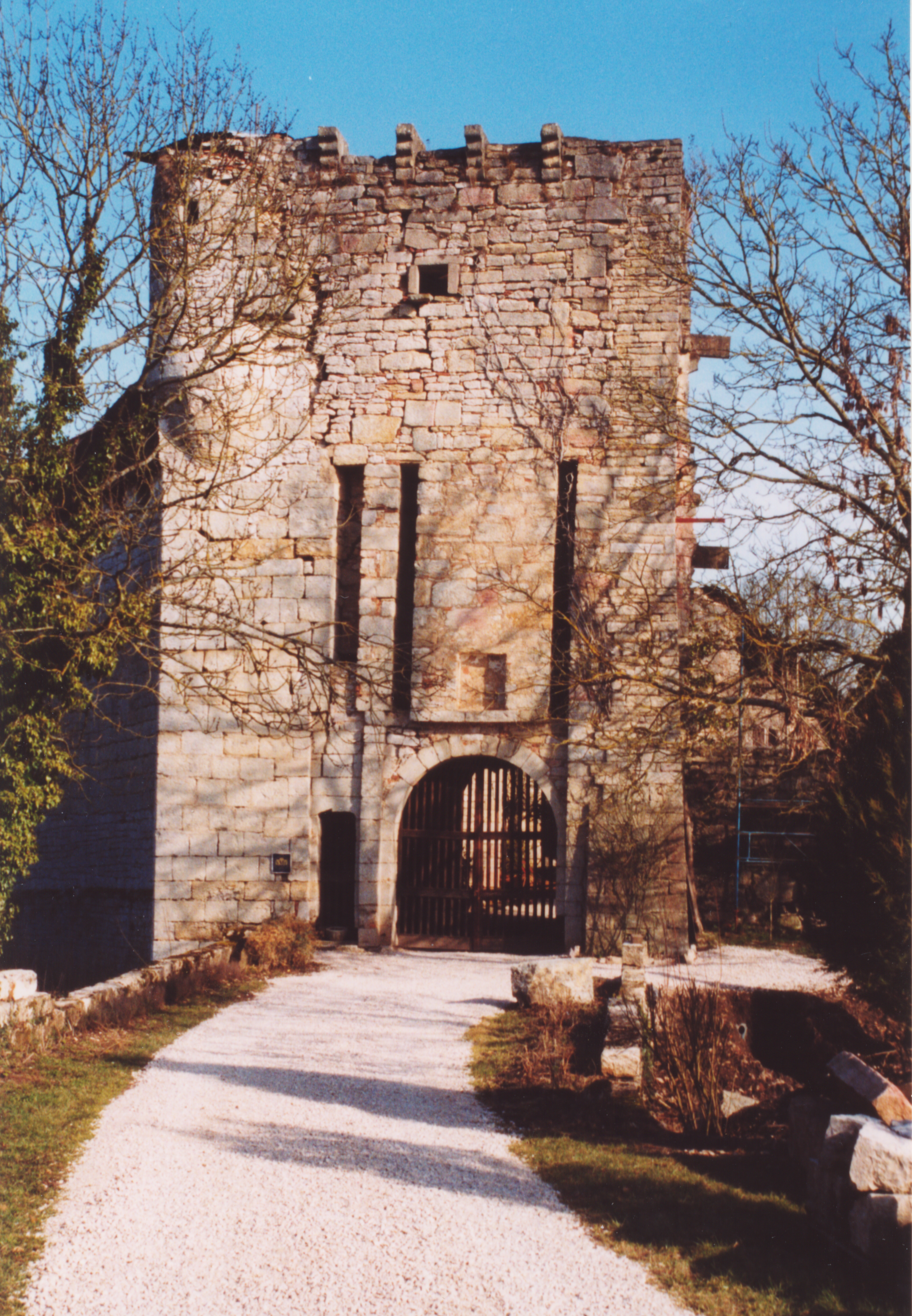
L'entrada del castell medieval de Chevigny que va pertànyer a Esteve II, comte de Borgonya i d¡Auxonne (2003)

La sort del comte Esteve no va durar. El 1210, Otó IV va ser excomunicat. La coronació de Frederic II el 25 de juliol de 1213, va ferir els interessos polítics d'Esteve. Frederic II lligat per relacions familiars i per agraïment, va aportar un suport invariable al comte Otó. Esteve va estrènyer les relacions amb el duc de Borgonya casant el seu fill Joan amb Mahaut o Mafalda, germana del duc. Una pau precària va regnar sobre el comtat de Borgonya. Per un rebuig d'homenatge d'Esteve per a Oiselay i Rochefort, el desembre de 1225, la guerra es va revifar i va encendre el comtat. Rougebief diu que el nord de la província es mantenia per a la branca gran mentre que el migdia sostenia la branca jove. Afegeix que Esteve tenia amb ell a Joan, el seu fill, Enric de la casa de Vienne, Josserand de Brancion, Hugues de Fouvent, Ponce de Cicon i d'altres poderosos senyors; era a més a més ajudat per Hug IV, que des de febrer 1225 havia adquirit la baronia de Salins. El duc de Merània va cridar a les forces de Lorena, després a les forces de Teobald IV, comte de Xampanya. La guerra va ser cruel, enverinada per odis de família. Esteve II va conèixer la derrota. Les seves fortaleses de la vora del Doubs, al voltant del Bosc de Chaux, de Gray-le-Mont, (comuna de Rancenay, al Doubs), Montbarrey, Mongey, Liesle, Rosoy van ser ocupats per l'enemic i el país d'Amous destrossat. La pau va ser restablerta pel tractat de Bèze el juliol de 1227 negociat pel cardenal Romano Frangipani.
Otó II va tornar a Alemanya i va deixar Teobald IV, comte de Xampanya per assegurar la regència al Comtat; Teobald li va prestar quinze mil llibres.
Una de les clàusules del tractat de Bèze precisava que Otó II enderrocaria els murs del castell de Chevigny, proper d'Auxonne, però no podrà destruir els fossats. Un acte de 1256, prova que aquest castell pertanyia a Esteve.

## Una carta per a Auxonne
El duc de Borgonya, Hug III havia atorgat una carta de municipi als dijonesos el 1183, el seu fill Eudes III als beaunesos el 1203. Hi havia hagut cartes també per Nuits, Châtillon-sur-Seine i Saint-Jean-de-Losne el 1227. Esteve no va resistir el moviment municipal que es produïa llavors amb força en tota Borgonya, però contràriament al seu fill Joan I de Chalon que va atorgar nombroses cartes d'alliberament a les poblacions comteses, la carta d'alliberament atorgada als Auxonnesos el 1229 va ser la primera i l'única que va emetre. Lucien Millot conjectura que Esteve hauria pogut atorgar una franquícia municipal als auxonnesos sigui per generositat i per desig de veure regnar lleis més sensates, sigui per lligar-se els habitants i poder tirar-ne profit en cas de guerra o encara per les dues causes. Precisa també que hi ha un motiu que es troba molt sovint en la història dels alliberaments i que cal descartar aquí: Esteve no va vendre la seva carta, i enlloc no es troba rastre d'un contracte d'aquest gènere. Pierre Camp pensa que aquesta carta ha de ser interpretada com una conseqüència de les guerres amb Otó II. Esteve acabava de ser privat de la seva fortalesa de Chevigny i volia assegurar-se el suport dels burgesos Auxonnesos en cas d'un futur conflicte. La carta va rebre els segells d'Esteve, d'Agnès de Dreux, la seva segona dona i del seu fill Joan, nascut del seu primer matrimoni amb Beatriu de Chalon.

## El comtat d'Auxonne contra la baronia de Salins
El duc de Borgonya Hug IV havia entrat en possessió de Salins al Franc-Comtat, pel joc d'un intercanvi realitzat per la duquessa Alix de Vergy, durant la seva regència. El 1225 Margarida de Salins i el seu marit Joceran de Brancion van intercanviar amb la duquessa Alix, la baronia de Salins contra el castell d'Aignay-le-Duc i d'altres béns a la Borgonya ducal. La vasta senyoria de Salins s'estenia fins a Ornans i la regió de Pontarlier. Aportava al tresor ducal els ingressos considerables de les salines. Hug IV havia fet esforços considerables per donar més prosperitat a la terra de Salins i havia iniciat una verdadera política econòmica per a la creació d'una nova ruta de la sal per reemplaçar l'antiga ruta anomenada via salnericia. Per posar-la en seguretat la va jalonar amb la plaça forta de Saint-Jean-de-Losne, el castell de Chaussin i el de Les Clées. Canviant la seva orientació política que va jutjar sens dubte massa excèntrica, el duc de Borgonya que cobejava des de fa molt de temps (com el seu pare Eudes) els territoris d'Ultra Saône, que constituïen el comtat d'Auxonne i les seves immenses terres al llarg del riu Saône, no va vacil·lar a desfer-se dels seus dominis al Jura, massa allunyats del seu centre d'acció.
Joan I de Chalon, propietari del comtat de Chalon que li havia deixat la seva mare Béatrice (+ 1227), i del comtat d'Auxonne que el seu pare retirat el 1236 a l'abadia cistercenca de La Charité o La Caritat li havia donat, cobejava el territori de Salins que formava un enclavament a les seves terres del Jura; entrar en la seva possessió li permetia crear un vast domini al cor del Jura i d'assegurar-se del tresor inestimable de Salins, la ciutat de la sal, on sorgia en el fons de pous profunds la «muire» que permetia de confeccionar els «salignons» que es venien a preu d'or i li podia permetre guanyar territoris i vassalls. Les ambicions territorials dels dos protagonistes es reunien.
Els diferents contractes van ser signats el 15 de juny de 1237, a Saint-Jean-de-Losne. Esteve, ja d'avançada edat, vivia llavors retirat a l'abadia de la Caritat fou personatge secundari de l'acord però tant ell com la seva esposa Agnès, van ser consultats i van donar la seva aprovació a aquest intercanvi.
El 15 de juny de 1237 Joan de Chalon prenia possessió de Salins, dels castells d'Ornans, Bracon i Vuillafans, el feu de Montrivel i Châteauvillain de Clées, i Chaussin que cobria la ruta de la sal. A canvi, renunciava també a tot el comtat de Chalon, a la molla de Saint-Laurent, la dot de la seva dona, a Auxonne i les seves dependències incloent-hi el feu de Pierre de Saint-Seine. (sobre Vingeanne). Jean de Chalon acceptava igualment pagar els deutes dels antics senyors de Salins.
Per a Auxonne, calia tanmateix mesurar i respectar els drets del senyor feudal legítim que era el prior de Saint-Vivant, poder amb el qual calia comptar, donat que des del segle xii, Saint-Vivant estava lligat a Cluny. L'arranjament d'aquest punt no es va fer esperar: Esteve va reconèixer els drets de Saint-Vivant sobre Auxonne en un acte del mateix mes de juny 1237. Va ser seguit pel duc que va confirmar el dret superior de sobirania feudal dels religiosos sobre la ciutat i va respectar tots els privilegis del monestir. Els documents i les informacions posteriors ens informen que Saint-Vivant no va deixar mai de percebre els cànons que li eren deguts i que va rebre sempre l'homenatge dels ducs de Borgonya.

## Els darrers actes del comte Étienne
El 1237, a la fi de la seva vida, Esteve va voler assegurar el futur d'Esteve d'Oiselay i de la poderosa branca dels senyors d'Oiselay. Esteve d'Oiselay era el fill d'una unió il·legítima, que havia tingut amb Blandine de Cicon. Amb l'acord de Joan, li va legar nombrosos béns. Pierre Camp enumera la llista dels béns que va rebre i que dona llum sobre la seva riquesa territorial: el castell d'Oiselay, la guarda de Bonnevent, els feus de Traves, exceptuat el feu de Faucogney, el del senyor de Rougemont, el del senyor de Fouvent. Hi afegí la quarta part del castell de Jussey, la fortalesa de Cordiron, tot el que posseïa a Courchapon, Burgille, Corcondray, Jalleranges, dues vil·les (Sartre i Pontpierre) i els feus de Ray, de Beaujeu i d'Hugney.
Sentint arribar la fi dels seus dies, Esteve es va fer portar al castell de Marnay, prop de la seva filla, Beatriu, casada amb Simó de Joinville, senyor de Joinville, i mare de Joan de Joinville, l'historiador de Lluís el Sant de França. Posat al llit, com diu ell mateix, «In lecto egritudinis i in periculum anima sabuda» sobre el seu llit de malaltia que va ser per a ell un llit de mort, es va reanimar un moment per recomanar a Odó de Bellevaux i Amadeu de la Caritat, abats de l'orde del Cister, l'execució de les seves últimes voluntats i reconèixer els drets dels seus vassalls. Va expirar el 6 de març del 1241. Havia sobreviscut prop de 67 anys al seu pare Esteve. Se'l va inhumar a l'abadia de la Caritat, enmig de les terres llegades a Esteve d'Oiselay, i Joan de Chalon hi va escollir la seva tomba al costat del seu pare. La posteritat no ha respectat la seva cendra.

## Genealogia simplificada dels comtes de Borgonya amb els comtes d'Auxonne
```
Otó Guillem
 (+ 21 de setembre de 1027) 
x 
Ermentruda de Roucy

│ 
├1>
Guiu
 († 1005 o 1007), comte de Mâcon
│
├2>
Renald I
 († 4 de setembre de 1057), Comte de Borgonya. Hereda les terres d'Ultra Saône
│ X Judith de Normandia
│ 
├1>
Guillem el Gran
 († 11 de novembre de1087), comte de Borgonya
X 
Estevaneta de Vienne

│ 
├─>
Renald II
 († 
1099
 o 
1097
), a les croades, comte de Borgonya
│ X ...
│ ├─>
Guillem l'Alemany
 († 
1125
), comte de Borgonya
│ X ...
│ ├─>
Guilleme l'Infant
 († 
1126
), comte de Borgonya
│ 
│ 
├─>
Esteve I
 († 1102), dit "L'Intrepid", comte de Vienne i de Mâcon
│ X Beatriu de Lorena 
│ │ 
Comtes palatins de Bourgogne
¹
│ │ 
│ ├─>
Renald III
 († 
1148
), Comte de Borgonya
│ │ X Agata de Lorena
│ │ │ 
│ │ ├─>
Beatriu I
 († 
1185
) 
│ │ X casada amb 
Frederic Barba-roja
 el 
1156
, emperador i comte de Borgonya
│ │ │ 
│ │ ├─>
Otó I
 († 10 de gener de 1201), comte palatí de Borgonya
│ │ X Margarita de Blois
│ │ │ 
│ │ ├─>
Beatriu II
 († vers 
1237
)
│ │ X casada amb 
Otó de Merània
 († vers 
1234
), comte palatí de Borgonya
│ │ │ 
│ │ ├─>
Otó III
 († vers 
1248
)
│ │ 
│ │ 
│ │ 
Branca jove de Borgonya-comtat
¹
│ │ 
│ ├─>
Guillem III
 († 27 de setembre de 1155), comte de Vienne i de Mâcon
│ │ X Ponceta de Traves
│ │ │ 
│ │ ├─>
Esteve I
 († 
1173
), comte de Borgonya, 
comte d'
Auxonne

│ │ │ X Judit de Lorena
│ │ │ │ 
│ │ │ ├─>
Esteve II
 († 6 de març de 1241), comte de Borgonya, 
comte d'Auxonne

│ │ │ │ X1 Beatriu de Chalon († 7 d'abril de 1227)
│ │ │ │ 
│ │ │ ├─> 
Joan I de Chalon
 (
1190
)-(† 30 de setembre de 1267) comte de Chalon
│ │ │ X1 Mahaut de Borgonya
│ │ │ 
│ │ ├─>Gerard I († 
1184
), comte de Vienne i de Mâcon
│ X 
│ 
├─>
Ramon
 († 20 de setembre de 1107)
X 
 Urraca I

----------------------------------
(1)- Els descendents de Renald III havien retingut el títol de «comtes palatins», el de
Guillem, son germà, es titulaven comtes de Borgonya, deixan als petits — titulats
comtes de Vienne — el comtat de Mâcon. (
Jean Richard, Les Ducs de Bourgogne et la formation du

Duché du XIe au XIVe siècle, p. 209-210, Société Les Belles Lettres, Paris, 1954
)
```